# Gerbillus perpallidus
Espèce
Statut de conservation UICN

 LC  : Préoccupation mineure
Gerbillus perpallidus ou Gerbillus (Gerbillus) perpallidus est une espèce qui fait partie des rongeurs. C'est une gerbille de la famille des Muridés appelée en français Gerbille pâle  ou Gerbille du Pallid. L'espèce est originaire d'Égypte.